# Dieter Kelletat
Dieter Kelletat (* 29. Januar 1941 in Altena) ist Professor für Geographie (Physiogeographie).

## Leben
Kelletat arbeitete am Institut für Geografie der Technischen Universität Berlin und am Geographischen Institut der Technischen Universität Hannover. Er ist 2012  an der Universität Duisburg-Essen tätig. Zu seinen Schwerpunkten zählt die Erforschung der Küsten und der Meere.
Kelletat ist Mitglied der Holocene Impact Working Group.

## Werke (Auswahl)
- Physische Geographie der Meere und Küsten. Eine Einführung. 3. Aufl. Teubner, Stuttgart 1999, ISBN 978-3-443-07150-9 (EA Stuttgart 1989).
- Küstenforschung auf Zypern. Tsunami-Ereignisse und chronostratigraphische Untersuchungen. Institut für Geographie, Essen 2001, ISBN 3-9803484-8-2.
- Neue Ergebnisse der Küsten- und Meeresforschung. Institut für Geographie, Essen 2003.
- Ozeane und Meeresforschung (Geographische Rundschau; Bd. 62,5). Westermann, Braunschweig 2010.
- zusammen mit Simon M. May und Anja M. Scheffers: Landforms of the World with Google Earth. Springer Science+Business Media Dordrecht 2015, ISBN 978-94-017-9712-2
- mit Anja M. Scheffers und Sander R. Scheffers: The Coastlines of the World with Google Earth. Springer Science+Business Media B.V. 2012, ISBN 978-94-007-0737-5
- mit Wibke Erdmann, Anja Scheffers und Simon K. Haslett: Origin and Formation of Coastal Boulder Deposits at Galway Bay and the Aran Islands, Western Ireland. Springer Cham 2015,  ISBN 978-3-319-16333-8